# Rocco Carbone
Rocco Carbone (Reggio Calabria, 20 febbraio 1962 – Roma, 18 luglio 2008) è stato uno scrittore, critico letterario e italianista italiano.

## Biografia
Originario di Cosoleto (Reggio Calabria) si laureò in lettere a Roma presso l'Università degli Studi La Sapienza, con una tesi su I Malavoglia di Verga, e vinse un dottorato di ricerca presso l'Università di Parigi I Panthéon-Sorbonne.
Si dedicò quindi con fortuna alla critica letteraria per poi approdare, poco più che trentenne, alla narrativa. Nel 1993 esordì con il romanzo Agosto, nel quale si caratterizzò subito per una prosa lucida e straniante.
Nel 1996 venne pubblicato Il comando, seguito nel 1998 da L'Assedio, nel 2002 da L'Apparizione e nel 2005 da Libera i miei nemici, sofferta analisi psicologica declinante il tema del terrorismo con quello più privato di un complesso rapporto tra fratelli.
Pubblicò articoli e racconti sulle riviste Nuovi Argomenti, Linea d'ombra, Paragone e L'indice. Collaborò alla Repubblica, L'Unità e a Il Messaggero.
Una precisa scelta etica lo aveva portato nel 1998 alla decisione di rinunciare alla carriera universitaria per insegnare presso la scuola femminile del carcere romano di Rebibbia, esperienza che lo coinvolgerà profondamente, e che in parte emergerà anche nei suoi romanzi.
Mentre preparava l'uscita del suo ultimo lavoro, Per il tuo bene, morì a Roma in un incidente stradale a bordo della sua moto nella notte tra il 17 e il 18 luglio 2008. Il romanzo uscirà poi postumo nel 2009.
Dopo la scomparsa di Carbone, furono gli scrittori Paolo Di Paolo ed Emanuele Trevi a riordinarne gli archivi e la biblioteca e a pubblicare le opere ancora inedite. A dieci anni dalla scomparsa, lo scrittore è stato commemorato (giugno 2018) presso l'Istituto di Cultura Italiana di Londra con la partecipazione e le testimonianze di Di Paolo e Trevi.
A lui e alla scrittrice Pia Pera è dedicato il libro di Emanuele Trevi, Due vite, edito da Neri Pozza, vincitore del Premio Strega 2021.

## Opere
- Mito/romanzo: semiotica del mito e narratologia, Roma: Bulzoni, 1986
- Introduzione a Arturo Loria, La scuola di ballo, Palermo: Sellerio, 1989
- Alberto Moravia e "Gli indifferenti", Milano: Loescher, 1991
- La natura dell'antico: studi pascoliani, Firenze: La nuova Italia, 1991
- Traduzione e nota in Honoré de Balzac, Il capolavoro sconosciuto, Roma: Empiria, 1993
- Agosto, Roma-Napoli: Theoria, 1993
- Il comando, Milano: Feltrinelli, 1996
- L'assedio, Milano: Feltrinelli, 1998
- Finzione e realtà: El perseguidor di Julio Cortázar tra interpretazione e lettura, Rubbettino, Soveria Mannelli 2001
- L'apparizione, Milano: Mondadori, 2002
- Libera i miei nemici, Milano: Mondadori, 2005
- Per il tuo bene, introduzione ("La breve vita felice") di Emanuele Trevi, Milano: Mondadori, 2009
- Il padre americano, con un ricordo di Romana Petri, Cavallo di ferro, Roma 2011